# گورنگا گورونیتسا
گورنگا گورونیتسا (به صربی: Gornja Gorevnica) یک روستا در صربستان است که در چاچاک واقع شده‌است. گورنگا گورونیتسا ۲۴٫۲۰ کیلومتر مربع مساحت و ۱٬۲۹۹ نفر جمعیت دارد و ۳۳۹ متر بالاتر از سطح دریا واقع شده‌است.